# Islas del Rosario
Der zu Kolumbien gehörende Archipel Nuestra Señora del Rosario, kurz Islas del Rosario (deutsch „Rosenkranzinseln“) genannt, besteht aus 28 kleinen Inseln und liegt etwa 40 km südwestlich vom Zentrum der Stadt Cartagena de Indias im Karibischen Meer. Die Inseln gehören verwaltungstechnisch zum Stadtgebiet von Cartagena.

## Geographie
Der Archipel liegt westlich der Stadt Cartagena, nahe der Halbinsel Barú. Er gehört zum Departamento de Bolívar. Die Inseln entstanden vor ungefähr 5000 Jahren durch unterseeische vulkanische Aktivitäten.
Die größeren Inseln sind:
- Isla Grande
- Isla Rosario
- Isla Caribarú
- Isla del Tresoro, abseits der anderen Inseln im Norden gelegen
- Isla Arena, abseits der anderen Inseln im Süden gelegen

- Isla Macavi
- Isla Pavitos
- Isla San Quintín
- Isla El Peñón
- Isla San Martín
- Isla Los Pajarales
- Isla María del Mar
- Isla Majayura
- Isla Fiesta
- Isla Pirata
- Isla Cagua

## Geschichte und Wirtschaft
Spanische Chroniken berichten von zu den Kariben gehörenden indigenen Bevölkerung, die bei Ankunft der die Konquistadoren auf dem Archipel lebten und hauptsächlich vom Fischfang lebten.
Heute sind die Islas del Rosario mit ihrem nährstoffarmen und deshalb sehr klaren Wasser und den Korallenriffen ein beliebtes Ausflugsziel und Tauchgebiet. Sie bilden einen der 52 Natur-Nationalparks Kolumbiens. Von Cartagena aus bestehen (Schnell-)Boot  Anbindungen.